# Pontevedra
Pontevedra (galicyjska wymowa: [ponteˈβɛ.ðɾa], hiszpańska wymowa: [ponteˈβe.ðɾa]) – miasto w północno-zachodniej Hiszpanii, nad zatoką Pontevedra, w regionie autonomicznym Galicja (Hiszpania). 

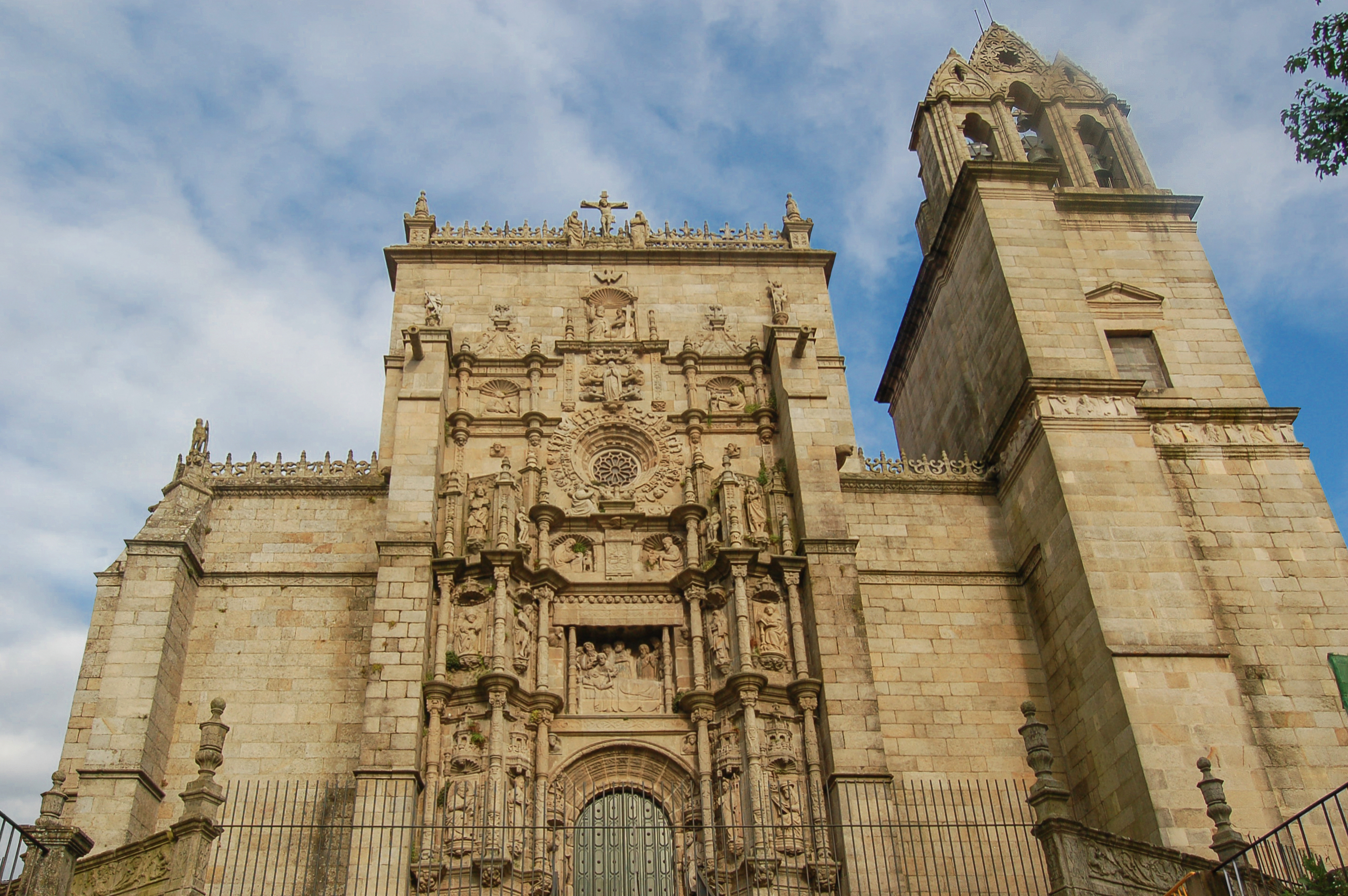
Bazylika Santa Maria la Mayor

Ponad 80 tys. mieszkańców. Miasto położone jest na lewym brzegu rzeki Lérez. Ośrodek handlowy. Rozwinięty przemysł maszynowy, hutniczy, ceramiczny, drzewny i spożywczy. Port rybacki. 
W okresie rzymskim Duo Pontes. W średniowieczu ważny port handlowy Pons Veteris. Straciło na znaczeniu w XVII w., po zamuleniu portu. 
Muzea. Zabytki: kościoły – Santo Domingo, Santa Maria la Mayor; kościół i klasztor San Francisco.
W mieście jest stacja kolejowa Pontevedra.

## Miasta partnerskie
- Merlo, Argentyna
- Salvador, Brazylia
- San José, Kostaryka
- Santo Domingo, Dominikana
- Nafpaktos, Grecja
- Barcelos, Portugalia
- Gondomar, Portugalia
- Vila Nova de Cerveira, Portugalia